# 85190 Birgitroth
85190 Birgitroth è un asteroide della fascia principale. Scoperto nel 1991, presenta un'orbita caratterizzata da un semiasse maggiore pari a 2,6411498 UA e da un'eccentricità di 0,1600760, inclinata di 11,97587° rispetto all'eclittica.